# Impero (1938)
Impero byla italská bitevní loď, jež byla pro italskou Regiu Marinu stavěna v loděnicích v Janově (pro dokončení byla později přesunuta do Benátek). Loď patřila do druhé dvojice (Roma, Impero) bitevních lodí třídy Littorio. Stavba lodi byla zahájena v roce 1938, v roce 1939 byla ještě spuštěna na vodu, ale po vypuknutí druhé světové války se Italům loď již nepodařilo dokončit. Po italské kapitulaci trup ukořistili Němci a 20. února 1945 ji nakonec potopil spojenecký nálet. Po válce byl vrak rozebrán.